# Johan Barthold Jongkind
Johan Barthold Jongkind (3. června 1819, Lattrop, Nizozemsko – 9. února 1891, Le Côte-Saint-André, Francie) byl nizozemský malíř.

## Život
Žil převážně ve Francii, kde si jej velmi vážili jak v uměleckých kruzích, tak i milovníci umění. Byl znám jako malíř Hornfleuru a pařížských ulic. Édouard Manet ho nazval Otcem moderního krajinářství a mladí malíři, jako Claude Monet, který byl v dobách svých začátků jeho žákem, byli uneseni jeho stylistickou odvahou a jeho krajinkami, které od roku 1860 nesly znaky impresionismu.
Narodil se v Lattropu ve východní části Nizozemska, jako osmý z deseti dětí. Dětství však strávil v přístavu Vlaardingen na řece Máze, západně od rotterdamského přístavu, kde byl jeho otec jmenován výběrčím daní.
V roce 1835 ukončil školu a pracoval jako mladší úředník na notářském úřadu. Po smrti svého otce v roce 1836 odešel do Haagu, na Uměleckou akademii, kde studoval kresbu a pracoval v dílně mistra krajináře Andrease Schelfhouta (1837).
Do roku 1845 svědomitě studoval krajinomalbu podle nizozemských tradic. Inspirací při jeho práci byli slavní malíři tzv. „Zlatého holandského století“.

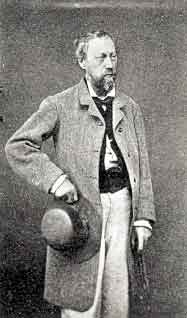
Johan Barthold Jongkind

Na začátku 19. století nizozemští malíři nahlíželi do svých dějin a vraceli se k dílům J. Vermeera, L. Backhuysena, Van der Neera, Van de Veldeho. Jongkind kreslil klasická témata jako přístavy, lodě, kanály, větrné mlýny, zimní scény s bruslaři v realistickém stylu, čímž navázal na nizozemské naturalisty.
V roce 1845 se setkal s Eugenem Isabeyem, vedoucí osobností francouzské romantické školy, který jej pozval do Paříže a stal se jeho studentem.
Ve stejné době jej doporučili Princi Oranžskému (pozdějšímu Vilému III. Nizozemskému), který mu půjčil peníze na cestu do Paříže, kam přibyl v březnu 1846. Pracoval v Isabeyho dílně a studoval v ateliéru F. E. Picota. Také se seznámil s mnohými malíři tzv. barbizonské školy.
Namísto pamětihodností a přírody však kupodivu maloval netradiční pohledy na Paříž. V roce 1847 navštívil poprvé Le Havre a v roce 1850 cestoval spolu s Isabeyem z Dieppe do Le Havre. Na těchto cestách se zamiloval do normandského pobřeží. Jeho obraz Pohled na přístav Harfleur si na Pařížském salónu vysloužil všeobecný obdiv a uznání.
V roce 1855, po smrti své matky odejel zpět do Nizozemska a žil v Rotterdamu, kde se vrátil k tradičnímu malování. Začaly se projevovat jeho psychické problémy (paranoia a melancholie).
V roce 1860 z podnětu hraběte Dorii, s pomocí malíře Adolfa Felixe Calsa a obchodníka Père Martina se uskutečnila aukce děl 88 umělců, včetně Corota, Isabeyho a Rousseaua ve prospěch Jongkinda, aby se mohl vrátit do Paříže. V dubnu 1860 se vrátil do Paříže. V témže roce se seznámil s Jozefínou Fesserovou, nizozemskou malířkou, která se stala jeho přítelkyní a pomáhala mu zvládat jeho těžkou situaci. Každé léto trávil na pobřeží Normandie, kde se setkával se svými přáteli. Maloval s Boudinem, Monetem, Corotem, chodil na výlety po pobřeží.
Jeho zdravotní problémy se postupně zvětšovaly. V roce 1878 odejel do La Côte-Saint-André, kde měl syn Jozefíny Fesserové vilu. Opustil ji jen na pár výletů do Provensálska a zimní práci ve svém ateliéru v Paříži. V té době měl mnoho zákazníků a ceny jeho děl stoupaly.
V roce 1891 se jeho zdravotní stav prudce zhoršil, čemuž určitě nepomohl i alkohol. Zemřel v nemocnici „Saint-Rambert hospital“ nedaleko od Grenoblu. Je pochován na hřbitově v Côte-Saint-André.

## Galerie

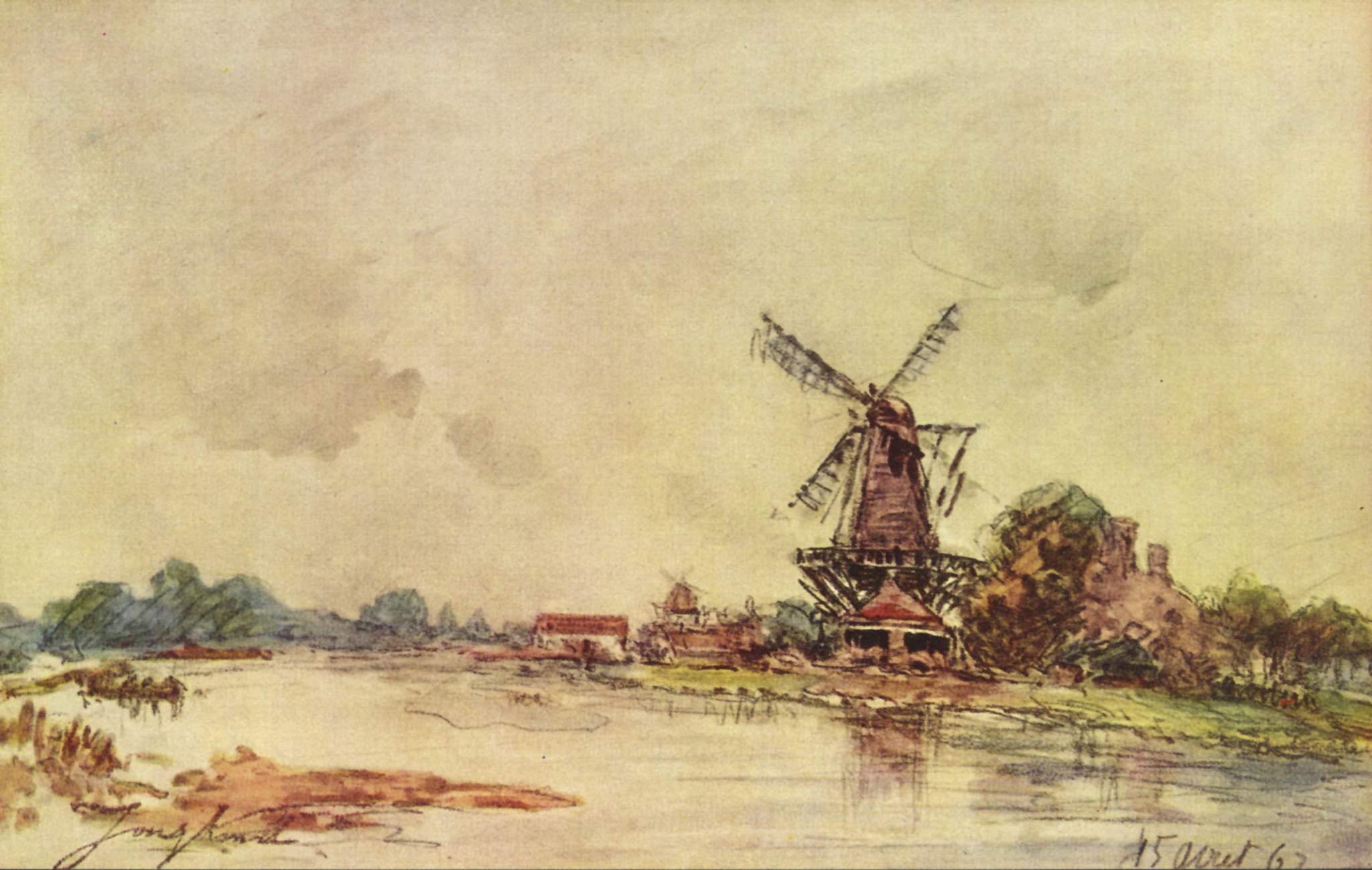
Krajina
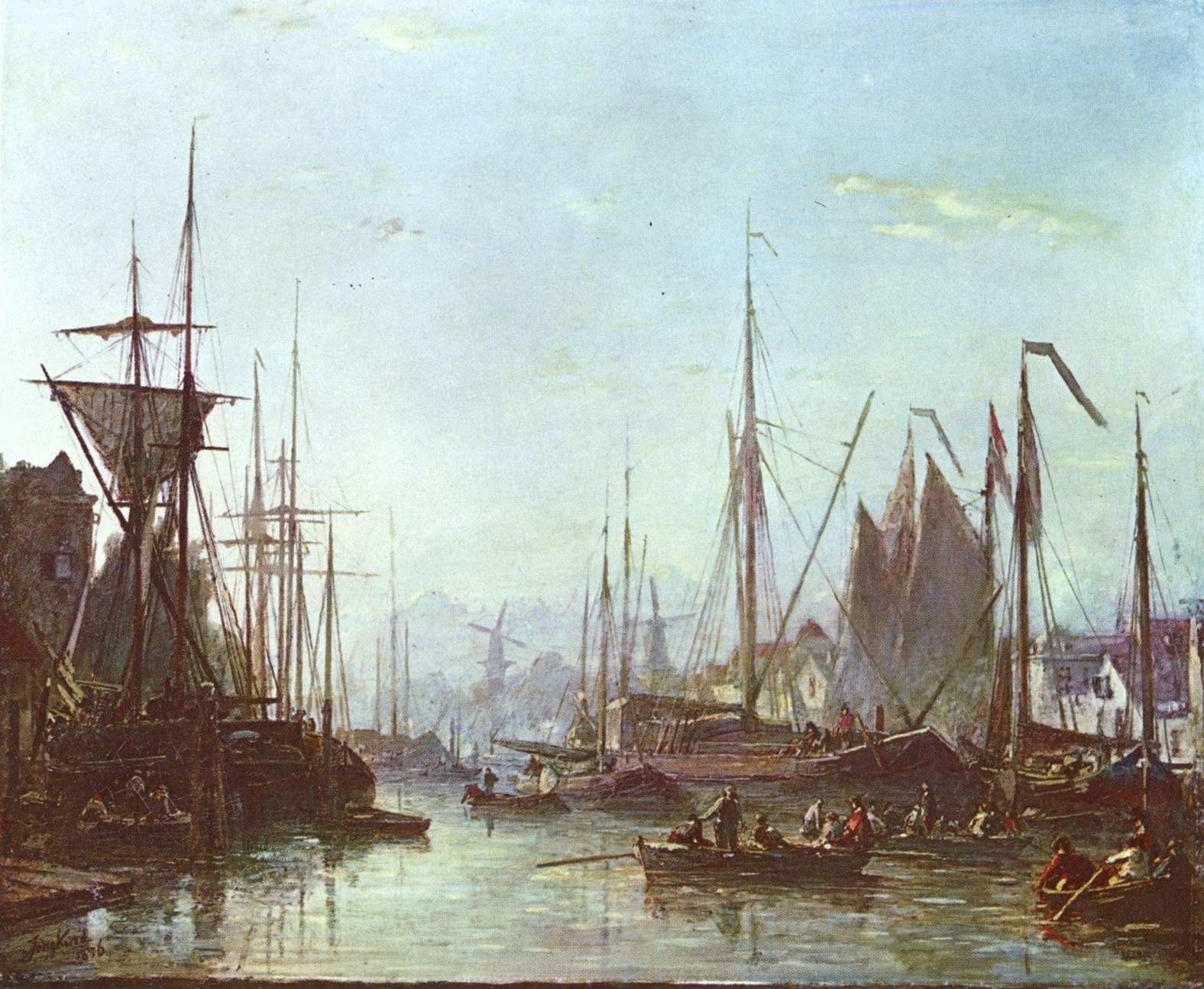
Rotterdam 1856
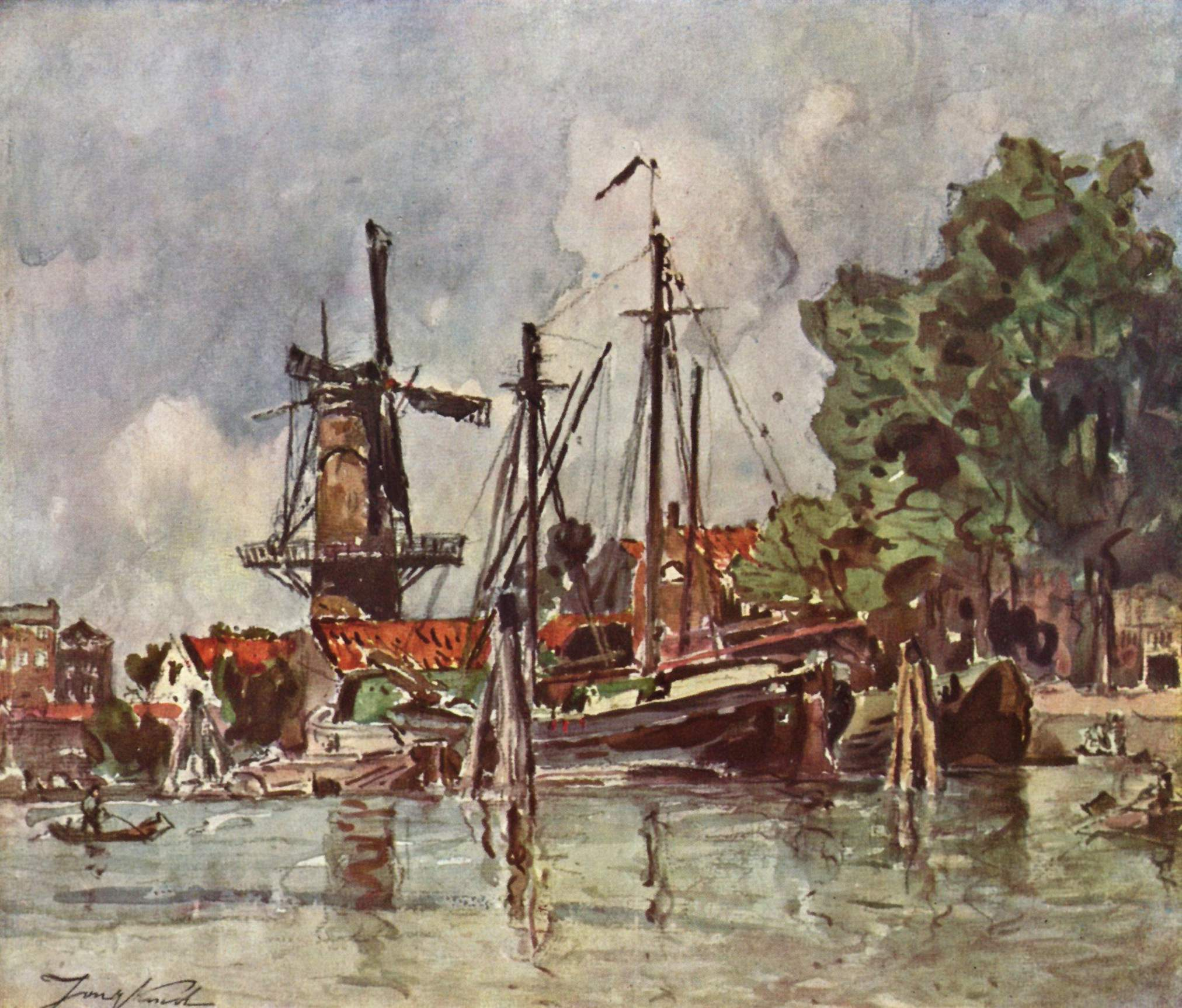
Vesnice Doverschie v Nizozemsku
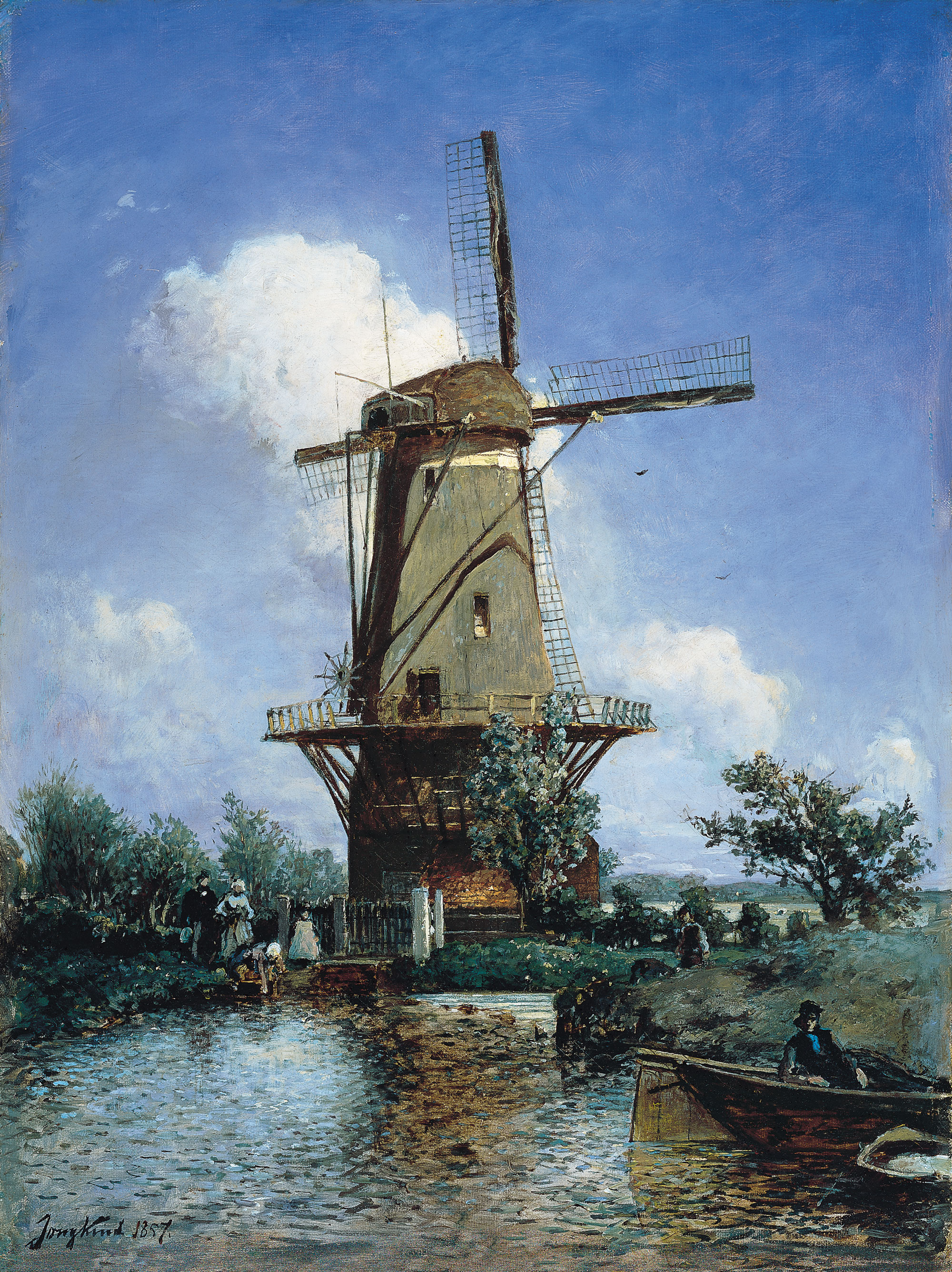
Větrný mlýn v Delftě